# مانا ديمبيلي
مانا ديمبيلي (بالفرنسية: Mana Dembélé)‏ هو لاعب كرة قدم مالي وفرنسي في مركز الهجوم، ولد في 29 نوفمبر 1988 في إيفري سور سين في فرنسا. شارك مع منتخب مالي لكرة القدم. أما مع النوادي، فقد لعب مع إي أس نانسي ونادي باريس ونادي شاتورو ونادي غانغون ونادي كليرمون فوت ونادي نيور.

## وصلات خارجية
- مانا ديمبيلي على موقع قاعدة بيانات كرة القدم.إي يو (الإنجليزية)
- مانا ديمبيلي على موقع ليكيب (الفرنسية)
- مانا ديمبيلي على موقع ناشيونال فوتبول تيمز (الإنجليزية)
- مانا ديمبيلي على موقع Soccerway.com (الإنجليزية)
- مانا ديمبيلي على موقع عالم كرة القدم.نت (الإنجليزية)
- مانا ديمبيلي على موقع AS.com (الإسبانية)
- مانا ديمبيلي على موقع GSA (الإنجليزية)